# Armada Latina
«Armada Latina» es el cuarto sencillo del álbum Rise Up de la banda Cypress Hill. La canción presenta al rapero cubano Pitbull y al cantante puertorriqueño Marc Anthony. Fue lanzado el 2 de marzo del 2010.

## Video musical
El video musical dirigido por Matt Alonzo, fue filmado en Mariachi Plaza en Los Ángeles. El video fue estrenado el 8 de abril del 2010. La cantante de pop latino Belinda es presentada en el video. Marc Anthony no aparece en el video, en lugar, un doble es usado para sus versos.

## Canciones
iTunes digital single
| N.º | Título                                                                | Escritor(es)                                                        | Productor(es) | Duración |  |
| 1.  | «Armada Latina» (con Pitbull y Marc Anthony) (explicit album version) | M. Anthony, S. Stills, L. Freese, S. Reyes, J. Scheffer, A.C. Perez | Jim Jonsin    | 4:04     |  |

## Posicionamiento
| Listas (2010)            | Posición |
| ------------------------ | -------- |
| U.S. Billboard Rap Songs | 25       |